# Tairuma jezik
Tairuma jezik (ISO 639-3: uar), transnovogvinejski jezik elemanske skupine, kojim govori 4 500 ljudi (2004 SIL) u Papui Novoj Gvineji, u provinciji Gulf.
Pripadnici istoimene etničke grupe (plemena) Tairuma žive u osam sela, a uz svoj služe se i tok pisinom, engleskim [eng], toaripi [tqo], orokolo [oro] ili hiri motu [hmo] jezicima. Uči se i u osnovnim školama

## Vanjske poveznice
- Ethnologue (14th)
- Ethnologue (15th)